# Бешинці
45°26′ пн. ш. 17°45′ сх. д. / 45.44° пн. ш. 17.75° сх. д.
Бешинці (хорв. Bešinci) — населений пункт у Хорватії, у Пожезько-Славонській жупанії у складі громади Каптол.

## Населення
Населення за даними перепису 2011 року становило 88 осіб.
Динаміка чисельності населення поселення:

## Клімат
Середня річна температура становить 10,59 °C, середня максимальна – 24,19 °C, а середня мінімальна – -5,31 °C. Середня річна кількість опадів – 828 мм.
| Клімат поселення                              | Клімат поселення | Клімат поселення | Клімат поселення | Клімат поселення | Клімат поселення | Клімат поселення | Клімат поселення | Клімат поселення | Клімат поселення | Клімат поселення | Клімат поселення | Клімат поселення | Клімат поселення |
| Показник                                      | Січ.             | Лют.             | Бер.             | Квіт.            | Трав.            | Черв.            | Лип.             | Серп.            | Вер.             | Жовт.            | Лист.            | Груд.            |                  |
| Середній максимум, °C                         | 5,99             | 7,48             | 11,79            | 16,08            | 21,17            | 24,19            | 24,03            | 23,59            | 19,49            | 14,43            | 8,84             | 4,85             |                  |
| Середня температура, °C                       | 0,34             | 1,82             | 6,12             | 10,43            | 15,52            | 18,53            | 20,53            | 20,12            | 16,00            | 10,94            | 5,36             | 1,34             |                  |
| Середній мінімум, °C                          | −5,31            | −3,83            | 0,47             | 4,78             | 9,86             | 12,87            | 17,04            | 16,63            | 12,50            | 7,45             | 1,88             | −2,13            |                  |
| Норма опадів, мм                              | 50               | 48               | 51               | 65               | 79               | 102              | 77               | 76               | 63               | 71               | 81               | 65               |                  |
| Середньомісячна швидкість вітру, м/с          | 2.18             | 2.44             | 2.70             | 2.62             | 2.34             | 2.14             | 2.07             | 1.95             | 1.99             | 2.07             | 2.19             | 2.25             |                  |
| Середньомісячна сонячна радіація, кДж/м²·день | 4336             | 7019             | 10898            | 15218            | 19046            | 21106            | 21967            | 19873            | 14827            | 9258             | 4901             | 3617             |                  |
| --------------------------------------------- | ---------------- | ---------------- | ---------------- | ---------------- | ---------------- | ---------------- | ---------------- | ---------------- | ---------------- | ---------------- | ---------------- | ---------------- | ---------------- |
| Джерело:                                      |                  |                  |                  |                  |                  |                  |                  |                  |                  |                  |                  |                  |                  |